# ایس
ایس (به هلندی: Eys) یک منطقهٔ مسکونی در هلند است که در خولپن-ویتم واقع شده‌است. ایس ۱٬۷۹۰ نفر جمعیت دارد.